# Пер Аксель Рідберґ
Пер Аксель Рідберґ (англ. Per Axel Rydberg) — американський ботанік шведського походження.

## Біографія
Народився 6 липня 1860 у Оді (Вестерйотланд, Швеція), 1882 року емігрував у США.
Рідберг отримав ступені бакалавра і магістра під час навчання в університеті штату Небраска, а докторську дисертацію (PhD) захистив у Колумбійському університеті у 1898 році.
З 1899 року Рідберґ працював в Нью-Йоркському ботанічному саду, де став першим куратором місцевого гербарію.
Помер 25 липня 1931 року у Нью-Йорку.

## Результати наукової діяльності
Ридберґ був головним чином польовим ботаніком і великим таксономістом; він також був плідним публікатором-дослідником, за час своєї наукової кар'єри він описав близько 1 700 нових видів рослин. Він спеціалізувався на флорі США (Великі рівнини і Скелясті гори).

## Деякі наукові роботи
- 1895: Flora Of The Sand Hills Of Nebraska
- 1897: A Report Upon the Grasses and Forage Plants of the Rocky Mountain Region with C. L. Shear
- 1898: A Monograph of the North American Potentilleae
- 1900: Catalogue of the Flora of Montana and the Yellowstone National Park
- 1906: Flora of Colorado
- 1917: Flora of the Rocky Mountains and adjacent plains, Colorado, Utah, Wyoming, Idaho, Montana, Saskatchewan, Alberta, and neighboring parts of Nebraska, South Dakota, and British Columbia
- 1922: Flora of the Rocky Mountains and adjacent plains, Colorado, Utah, Wyoming, Idaho, Montana, Saskatchewan, Alberta, and neighboring parts of Nebraska, South Dakota, North Dakota, and British Columbia
- 1918: Monograph on Rosa
- 1923: Flora of the Black Hills of South Dakota
- 1923: Memories from the Department of Botany of Columbia University
- 1932: Flora of the Prairies and Plains of Central North America with M. A. Howe

## Нові таксони
Серед описаних нових родів і видів:
- Роди родини Айстрові
  - Antheropeas Rydb.
  - Chamaechaenactis Rydb.
  - Hydropectis Rydb.
  - Leucactinia Rydb.
  - Oreochrysum Rydb.
  - Prenanthella Rydb.
  - Pseudoclappia Rydb.
  - Raillardiopsis Rydb.
- Роди родини Ломикаменеві
  - Conimitella Rydb.
  - Elmera Rydb.
- Роди родини Капустяні
  - Chlorocrambe Rydb.
  - Streptanthella Rydb.
  - Thelypodiopsis Rydb.
  - Pleurophragma Rydb.
  - Stanleyella Rydb.
- Роди родини Ранникові
  - Besseya Rydb.
- Роди родини Портулакові
  - Limnalsine Rydb., Montiastrum Rydb. (=Montia L.)